# Inka-krøniken – El primer nueva corónica y buen gobierno
 Inka-krøniken – El primer nueva corónica y buen gobierno er et håndskrift af Felipe Guaman Poma de Ayala (1612-1616), der indeholder både en historisk beretning om Andes-områdets historie fra de ældste tider og en række forslag til reformer af det spanske kolonistyre. Guaman Poma har forsynet beretningen med knap 400 helsidesillustrationer. Ikke mindst befolkningens lidelser under det spanske herredømme kommer til udtryk i disse tegninger. Værket er henvendt til den spanske konge Filip 3. Poma ønsker at informere ham om den dybe krise som den spanske kolonimagt havde bragt området i.

## Baggrund for håndskriftet
Den peruanske indianer Felipe Guaman Poma de Ayalas Inkakrønike er et af de berømteste håndskrifter i Det Kongelige Bibliotek og kendt langt uden for landets grænser. Værket er blevet til i det sydlige Peru 1600-1615. Forfatteren var kristent opdraget og havde arbejdet i den kristne mission, inden han trådte i karakter som kunstner, forfatter og samfundskritiker. Det skete efter at han på egen hud havde mærket det koloniale retsvæsens korruption. Hans store værk omfatter dels en beretning om Andes-regionens historie fra de ældste tider, dels en række kritisk-satiriske skildringer af kolonistyret, med forslag til gennemgribende reformer.

## Indhold
Den lange prosatekst er skrevet på et grammatisk særpræget spansk med indslag af quechua, inkarigets officielle indianske sprog, som tales endnu i dag. Det er Poma selv, der har ført pennen og forsynet værket med de mange helsides pennetegninger. Værket er henvendt til den spanske konge. Som selvbestaltet rådgiver informerer Poma ham om hans embedsmænds korruption og om den dybe krise, som den spanske kolonimagt havde forårsaget i det tidligere så blomstrende rige.
Guaman Pomas krønike havde to formål: At gengive de andinske folks historie fra tidernes begyndelse og oplyse kongen om den krise i de andinske samfund, der stadigt forværredes af den spanske kolonisering. Krøniken præsenterer meget kort fortalt en særdeles detaljeret kosmologi, der væver den andinske fortids dynastier ind i en kristen model for universel historiefortælling. Desuden viste han, at inkaerne ikke var det eneste store andinske herrefolk, men blot det seneste, efterfølgere som de var til Yarovilcaerne, som Guaman Poma selv hævdede at være efterkommer af.
Hvad den gode styreform angår, søgte han at bevæge kongen til at standse den ødelæggelse af det andinske samfund, der var konsekvensen af at de sociale hierarkier var »vendt på hovedet,« som han skrev. De indfødte blev tvunget til slavearbejde i markerne og i minerne, og for at undgå deres onde skæbne flygtede de ind til byerne, hvor de endte som tyveknægte og prostituerede. Fra Guaman Pomas andinske synspunkt var en de største trusler den hurtige vækst af mestizoer (raceblandede). Han forudså sit folks endeligt som følge af raceblanding, vold, udnyttelsen af indfødt arbejdskraft og epidemiske sygdomme.
Manuskriptet er på 1188 sider. Han komplementerede sin tekst med 398 tegninger spredt ud over værket og forklarede dette med en bemærkning om, at han havde hørt, at kongen yndede billedkunst, men han har utvivlsomt også betragtet tegningerne som det mest effektive medium til at få budskabet igennem, særligt hvad overgrebene på de indfødte angår.

## Herkomst og betydning
Det fremgår af håndskriftet at Poma rejste til Lima i 1615 for at overrække sin bog til vicekongen, en gestus, der dog aldrig fandt sted. Siden kom det til Spanien, men nåede nok aldrig frem til kongen selv. Engang i midten af 1600-tallet blev håndskriftet antagelig erhvervet af en dansk diplomat, som bragte det til Danmark som et kuriosum og som bevis på det spanske imperiums legendariske grusomhed.
Håndskriftet er herefter indgået i Frederik 3.'s bibliotek, hvor det stod næsten ubemærket indtil 1908. Inka-krøniken, som den kaldes, er udgivet i 1936 i Paris i en faksimile-udgave og i 1980 i Mexico i en videnskabelig udgave, og er tilgængelig på Internettet i en højkvalitetsskanning  , skannet efter det originale manuskript, der er behørigt introduceret på engelsk og spansk og omhyggeligt indholdsfortegnet af Rolena Adorno, som er professor i spansk ved Yale University, USA, og verdens førende ekspert på Inka-krøniken.
I dag er teksten et ikon for de indianske befolkningsgrupper i hele Sydamerika. Inka-krøniken betragtes som verdenskulturarv og blev i 2007 optaget på UNESCOs Memory of the World Programme.